# Macrochilo
Macrochilo är ett släkte av fjärilar som beskrevs av Jacob Hübner 1825. Macrochilo ingår i underfamiljen sprötflyn till familjen näbbflyn.
Släktet innehåller flera arter, men bara arten svartpunkterat sprötfly (M. cribrumalis) har påträffats i Sverige.

## Bildgalleri

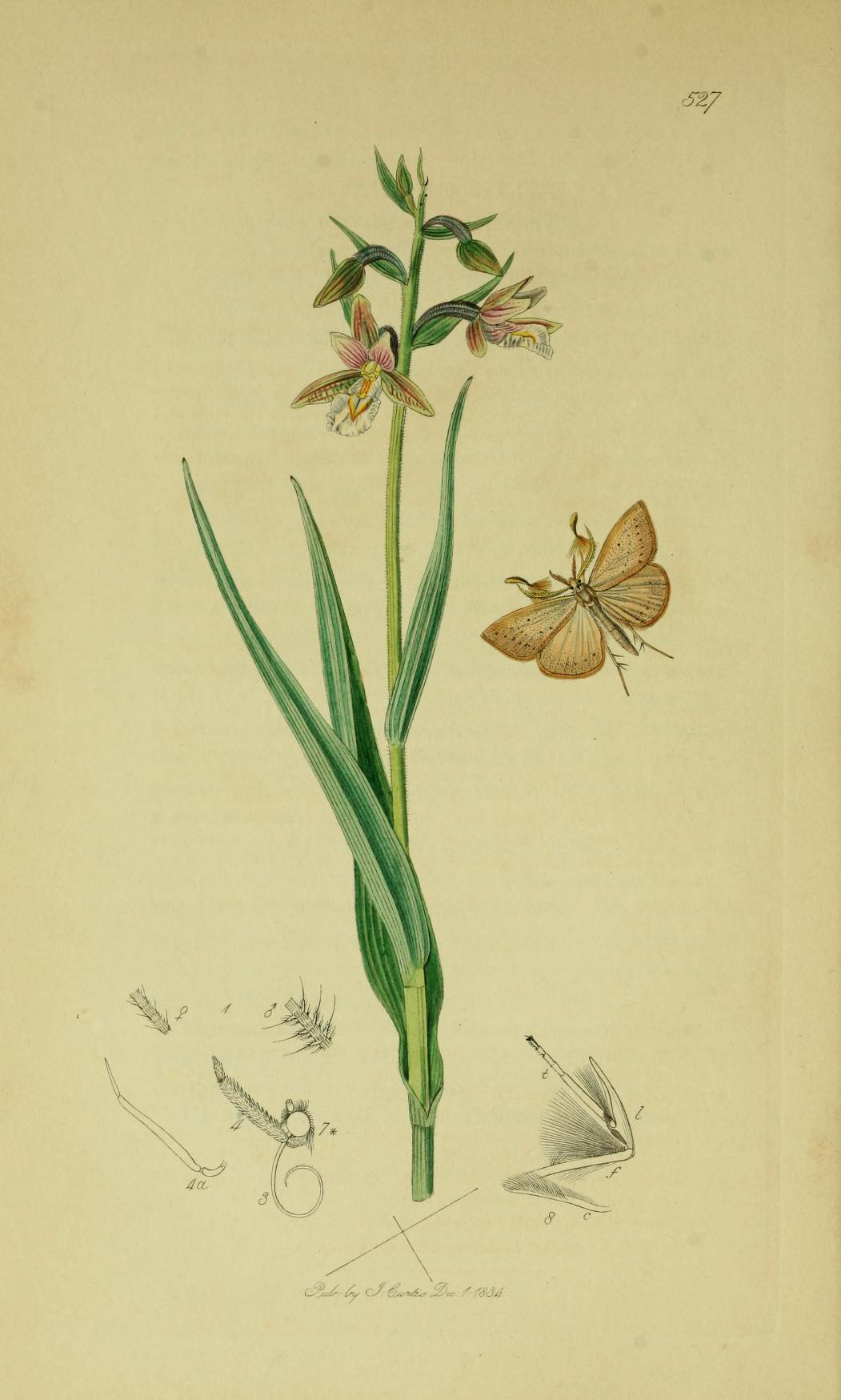
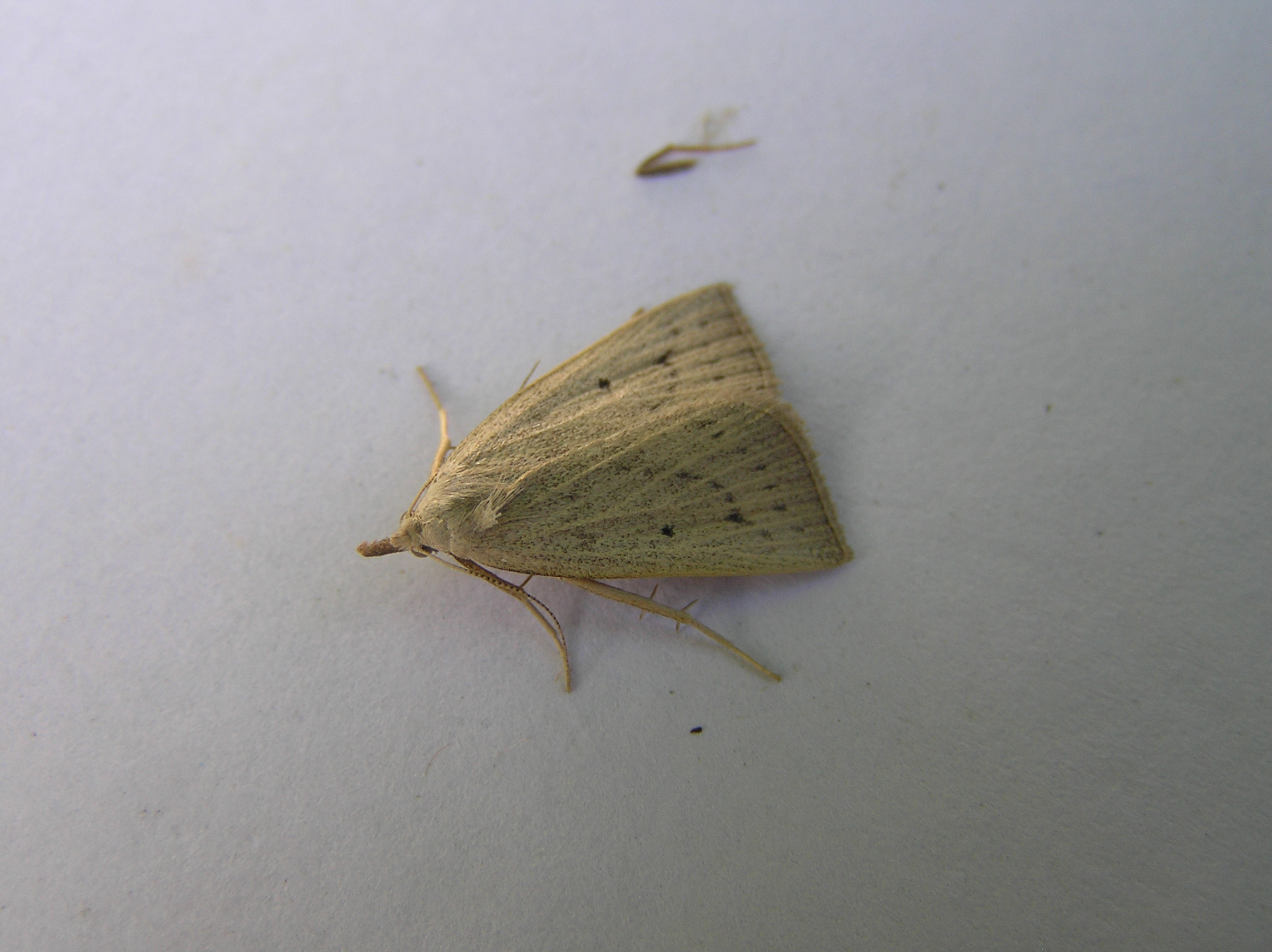
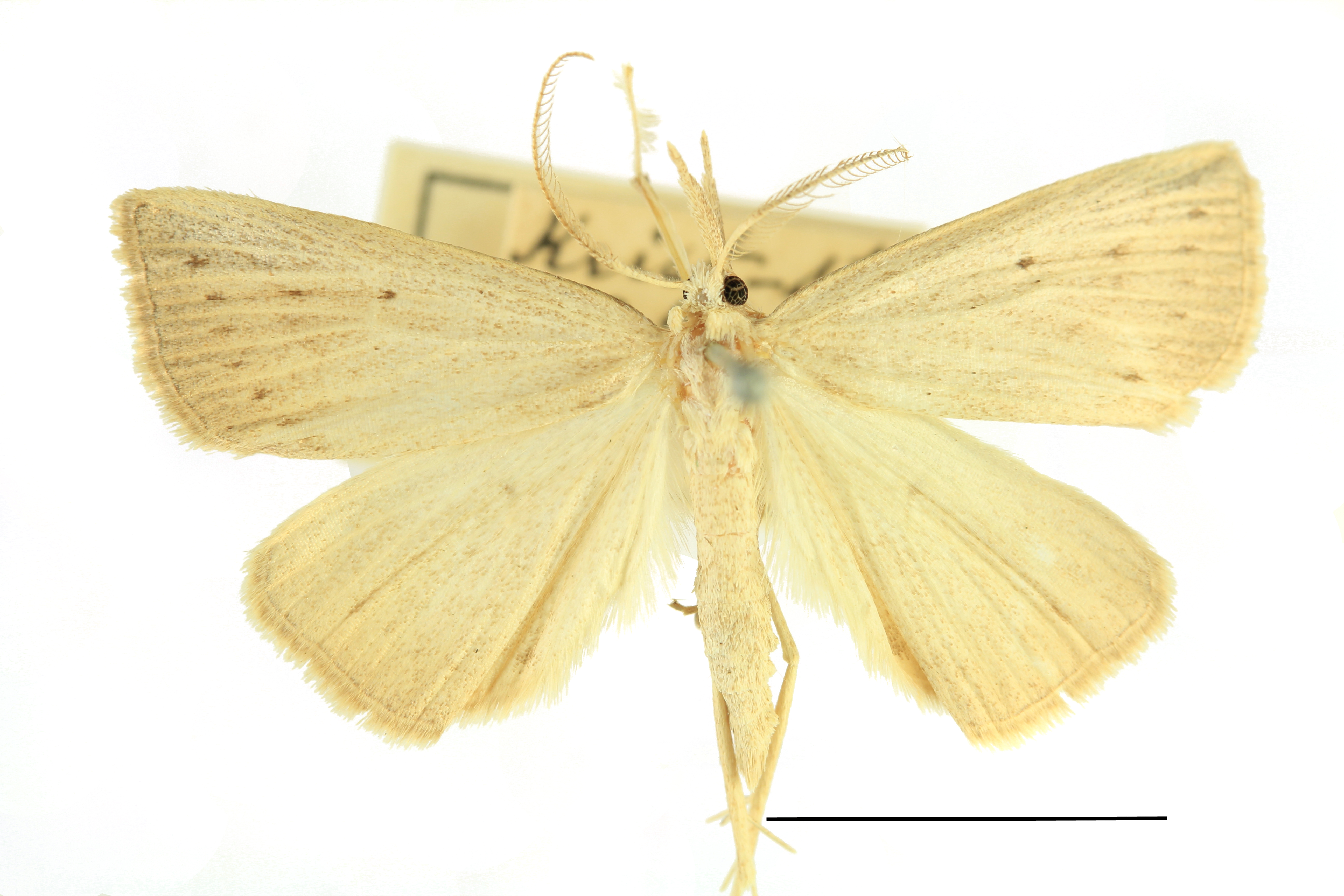
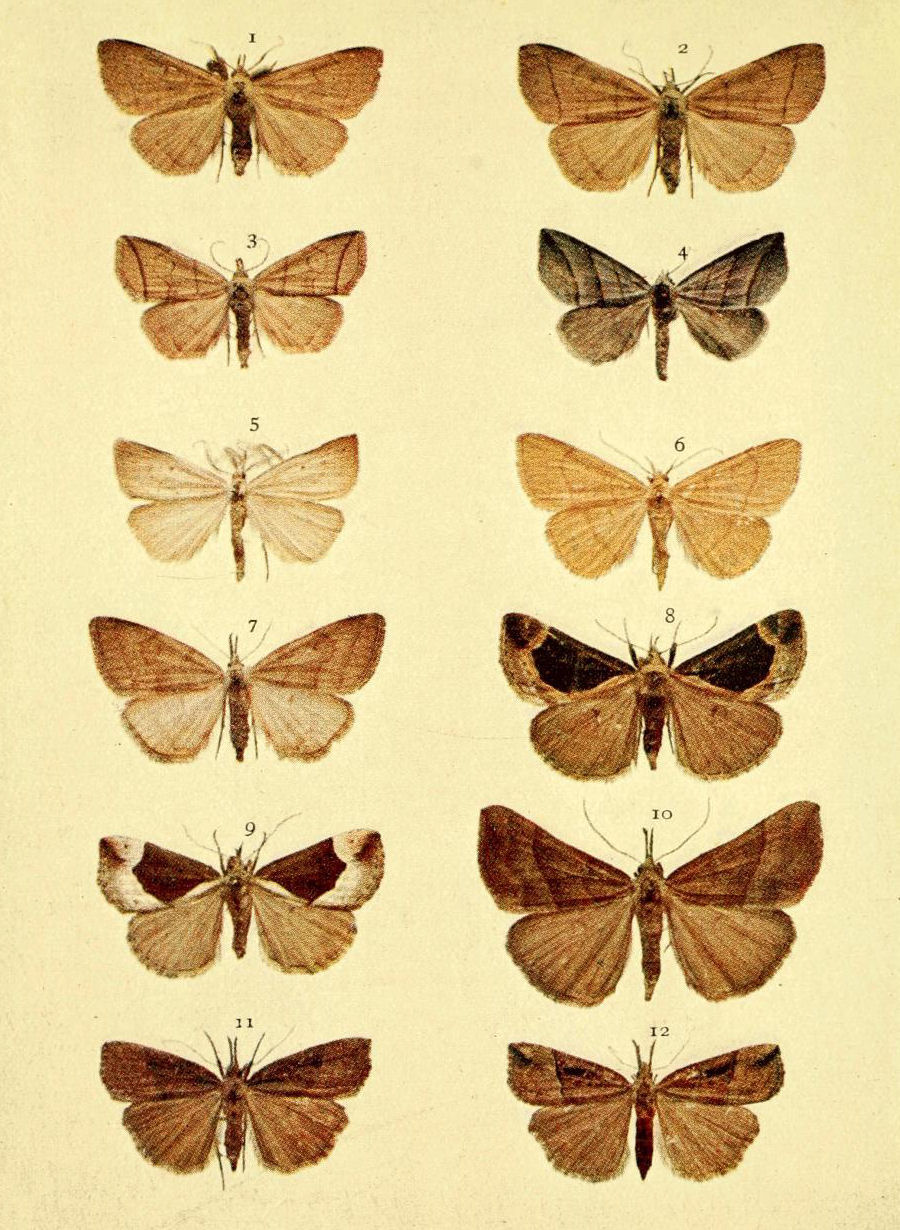